# 慶遠府

広西省の慶遠府の位置（1820年）

慶遠府（けいえんふ）は、中国にかつて存在した府。宋代から民国初年にかけて、現在の広西チワン族自治区河池市東部に設置された。

## 概要
1265年（咸淳元年）、南宋により宜州が慶遠府に昇格した。慶遠府は広南西路に属し、宜山・天河・忻城・思恩・河池の5県と温泉州・環州・鎮寧州・蕃州・金城州・文州・蘭州・安化州・昆州・智州の10羈縻州と懐遠軍と富仁・富安の2監を管轄した。
1276年（至元13年）、元により慶遠府は慶遠安撫司と改められた。1279年（至元16年）、慶遠安撫司は慶遠路総管府と改称された。1297年（大徳元年）、慶遠路総管府は慶遠南丹渓洞等処軍民安撫司と改められた。慶遠南丹渓洞等処軍民安撫司は湖広等処行中書省に属し、宜山・天河・忻城・思恩・河池の5県を管轄した。
1368年（洪武元年）、明により慶遠南丹渓洞等処軍民安撫司は慶遠府と改められた。1369年（洪武2年）、慶遠府は慶遠南丹軍民安撫司と改められた。1370年（洪武3年）、慶遠南丹軍民安撫司は慶遠府の称にもどされた。慶遠府は広西省に属し、直属の宜山・天河・忻城の3県と河池州に属する思恩・茘波の2県と南丹州と東蘭州と那地州と永順長官司・永定長官司・永安長官司、合わせて4州5県3長官司を管轄した。
清のとき、慶遠府は広西省に属し、宜山県・天河県・思恩県・安化庁・河池州・東蘭州・南丹土州・那地土州・東蘭土州・忻城土県・永定長官司・永順正長官司・永順副長官司の1庁2州3県3土州1土県3長官司を管轄した。
1913年、中華民国により慶遠府は廃止された。